# 野中ひゆ
野中 ひゆ（のなか ひゆ、1月29日）は、ノイズ・ミュージシャン、テルミン演奏家、特殊メイクアーティスト。別名義「野中 比喩」。大阪府出身。かつてはUFOアイドル、怪我ドル、パフォーマンスアイドルとして活動していた。

## 人物・来歴
血液型AB型。
2005年から不思議系タレント・パフォーマンスアイドルとして活動を開始。特殊メイクの専門家として活動している。UFO好きでUFOアイドルとも称する。特殊メイクで体中に傷を書いたり、包帯を巻いたりなど「怪我ドル」としても活動。
2013年に山口敏太郎タートルカンパニーに所属したが、祖母の介護を理由に2014年に退所しフリーランス。
2015年からPROTOTYPE-AIとの電子音楽バンド・トキノマキナを結成。ヴォーカル及びテルミン演奏を担当。

## 出演

### 演奏活動
- Light Novels （ライトノヴェルズ） - 菊池誠とのノイズミュージックバンド。2016年結成。[3]
- トキノマキナ - PROTOTYPE-AIとの電子音楽バンド。2015年から2019年6月まで活動。[4]

### テレビ
- あいはら友子の人間開運塾（2013年、ムーパルTV）
- 法円坂ホラー研究会（2013年7月12日、BS-TBS）
- アウト×デラックス（2013年9月、フジテレビ）
- 聞いてた話と違います!（2016年12月21日、フジテレビ）[5] ※野中比喩名義

### ラジオ
- もえもえポンバシ系（2007年、ラジオ大阪）
- BAY LINE GO!GO!（2013年、BAYFM）

### 映画
- 『大阪外道』 - 演者と特殊メイク
- 『大阪蛇道-Snake of Violencs-』[6] - 演者と特殊メイク
- 新妻の初体験（駕籠真太郎監督）
- 余命3ヶ月半の彼女（中沢健監督）
- 幼生（水流ともゆき監督）

### 舞台・イベント
- HELP!〜秘蔵VTR〜（2006年）
- HELP!〜てるてるぼうず〜（2006年）
- HELP!〜御花畑〜（2006年）
- HELP!〜女くの一〜（2006年）
- 桃井はるこファン感謝祭（2007年）
- デジコンTV「萌え燃え〜ぇコンテスト2007」秋葉原（2007年）
- 日本橋マニアックス （2008年）
- 関西の魔ゼルな規犬企画（2008年）
- 関西ヲタ世代!ディグダグin東京（2009年）
- 第11回 LINK! LIVE (2010 年)
- 水着で!?フェイクタトゥーイベント（2011年）
- 怪談師実力No.1決定戦 in 大阪（2011年）
- 駕籠真太郎・不衛生博覧会なにわ出張版（2012年）
- 愛知ポップカルチャーフェスタinモリコロパーク（2012年）
- 10minutes 文化祭（2012年）

### 特殊メイク
- 真夏の混ぜ物企画DIE死弾〜現代死霊劇・母捨山（2007年）
- 人形町フェスティバル大阪（2012年）
- 10minutes 映画祭（2012年）
- 映画「鬼子母神の子守唄」(2012年）
- 映画「大阪外道」（2013年）
- 映画「大阪闇金」（2021年）

### 雑誌
- OTAKU フジ（夕刊フジ）

### 作品展
- 野中ひゆ個展 指令「野中ひゆを追え!」（2007年）
- 紙屑洗礼 〜 死のようなもの〜（2012年）